# Interdisciplinarnost
Interdisciplinarnost je tip akademskega sodelovanja, pri katerem specialisti iz različnih akademskih disciplin delajo k skupnim ciljem. Multidisciplinarnost pa je tip akademskega sodelovanja, pri katerem specialisti združujejo znanje iz vseh znanstvenih disciplin, ki omogočajo celovito (univerzalno) "osvetlitev" raziskovalnega problema. Interdisciplinarnost se navadno ozko povezuje z mejnimi znanstvenimi področji, ki so blizu določenemu znanstvenem področju, s katero prvotno rešujemo raziskovalni problem. Multidisciplinarnost umešča raziskovalni problem v univerzalne dimenzije. Multidicsciplinarnost se povezuje tudi s transdiciplinarnim pristopom.
Interdisciplinarnost navadno povezuje znanstvena spoznanja znotraj določenega znanstvenega področja ko so npr : kvantitativne in naravoslovne znanosti, tehniške znanosti, agrarne, medicinske znanosti, družbene in humanistične vede itd. Mutlidisciplinarnost pa povezuje spoznanja navedenih področij znanstvenega raziskovanja. Multidisciplinarno področje raziskovanja Vesolja, življenja na Zemlji, razvoja tehnologije, itd. je npr. kibernetika.
Interdisciplinarni programi se navadno razvijejo iz prepričanja, da običajne discipline same po sebi niso zmožne reševati določenih bistvenih problemov. Na primer, družboslovne vede, kot sta antropologija in sociologija, se niso osredotočile na sociološko analizo tehnologije skozi večji del dvajsetega stoletja. Posledica tega je bila, da so se mnogi znanstveniki, ki se ukvarjajo s tehnologijo, pridružili izobraževalnim programom, katere sicer obiskujejo znanstveniki z drugih področij (med drugim o antropologiji, zgodovini, filozofiji in sociologiji).
Občasno se ti interdisciplinarni programi razvijejo tudi iz novih dognanj, kot na primer nanotehnologija, na kateri je delo nemogoče brez združevanja spoznanj iz več različnih disciplin. Kvantno procesiranje denimo združuje elemente kvantne fizike in računalništva, bioinformatika povezuje molekularno biologijo z računalništvom, biotehnologija pa biologijo s tehnologijo.
Mnogi znanstveniki so prepričani, da se najbolj pereči problemi človeštva, vključno s pandemijo Aidsa, globalnim segrevanjem in izgubo biotske raznovrstnosti, dajo rešiti s pomočjo interdisciplinarnih in še bolj s multi disciplinarnim pristopov. Po drugi strani pa je interdisciplinarnost tudi učinkovita rešitev za probleme, ki se pojavijo pri vse večji specializiranosti znotraj znanstvenih disciplin in multidisciplinarnost pri širitvi pogleda v univerzalne dimenzije.
Interdisciplinarna skupina je skupina ljudi, ki so usposobljeni na različnih področjih in delujejo v okviru istega projekta. Takšne skupine so običajne v obsežnih okoljih, kot je varovanje zdravja.

## Tipi interdisciplinarnosti
Obstaja več tipov raziskav, ki bi jih lahko opisali kot »interdisciplinarne«. 
Pri »večdisciplinskosti« več znanstvenikov iz različnih področij dela na skupnem problemu, ampak ne da bi pri tem spremenili svoj običajni pristop ali razvili skupno okrilje za različne discipline. Ta pristop je pogosto povezan s potrebo po hitrem reševanju izbranega problema, ne pa z bolj poglobljenim raziskovanjem novih možnosti in pogledov, ki se pojavijo pri interdisciplinarnosti.
Manj priznana kategorija je »transdisciplinarnost«, pri kateri se razvijejo koncepti, ki jih ni mogoče razumeti iz okvirov katere koli posamezne discipline in potrebuje združevanje dognanj iz več disciplin. Primer je raziskovalno področje, imenovano etnografija, ki izvira iz antropologije, združuje pa tudi dognanja iz psihologije, filozofije, sociologije in drugih disciplin.
Na koncu pa je tu »nedisciplinarnost«, ki se od diletantizma razlikuje predvsem po tem, da je zavestna in načrtna, ne pa kot rezultat brezbrižnosti do dejstva, da naj bi neka raziskava po metodologiji in rezultatih ostala v okvirih lastne discipline. Ta pristop včasih uberejo tisti, ki želijo prodreti iz obstoječih okvirov in s tem odgovoriti na večja vprašanja.
Interdisciplinarnost kot izraz se najpogosteje uporablja v izobraževalnih krogih, ko raziskovalci iz dveh ali več disciplin združijo svoje pristope in jih prilagodijo tako, da so bolj primerni za reševanje izbranega problema, vključno s primeri skupinskega dela, katerih namen je udeležene naučiti, kako različne discipline razumejo različne pojme (na primer razumevanje pojma posesti v biologiji in ekonomiji).

## Omejitve interdisciplinarnosti
Ker je večina tistih, ki se ukvarjajo z interdisciplinarnostjo, izobraženih iz stališča posameznih disciplin, se morajo naučiti spoštovati različne vidike in pristope, ki jih skupaj spravi interdisciplinarnost. Primer je interdisciplinarnost med fiziko in matematiko, kjer matematiki vidijo fizike kot nesposobne dojemanja višjih resnic, fiziki pa matematike kot preobremenjene s popolnoma nebistvenimi podrobnostmi. Interdisciplinarni podvigi tako utegnejo spodleteti, če se udeleženci niso sposobni otresti teh predsodkov.
Iz vidika posameznih disciplin se lahko zdi interdisciplinarnost kot neprava ali ideološko motivirana znanost. Taka prepričanja povzročajo prepreke interdisciplinarnosti in imajo za posledico povečano, a neosnovano nejevernost dognanjem interdisciplinarnih projektov. To pa pomeni, da imajo znanstveniki, ki se ukvarjajo z interdisciplinarnostjo, težave pri pridobivanju financ, potrebnih za raziskave. Po drugi strani pa je prav tako lahko problem to, da nekateri znanstveniki, ki jim sicer ni do interdisciplinarnosti, uporabijo ta pristop izključno z namenom pridobivanja sredstev, kar meče slabo luč na ostale interdisciplinarne študije.
Dogaja se tudi, da interdisciplinarni projekti ne dobijo zadostne mere neodvisnosti, da bi lahko prišli do novih spoznanj. Na primer kadar se interdisciplinarnost izvaja pod okriljem inštitucije, ki se sicer ukvarja z neko določeno disciplino, lahko povzroči, da se spoznanja drugih disciplin težko vključijo ali pridobijo zadostno težo, da bi se jih prav razumelo.
Ker so obstoječe inštitucije praktično vse strogo disciplinarne, je lahko težava tudi v tem, da ni pravega mesta, kamor bi se objavili rezultati, niti ni očitnih kanalov, po katerih naj bi interdisciplinarni raziskovalci zbirali denar.
Zaradi teh in drugih preprek, se interdisciplinarni podvigi raje predstavljajo kot samostojne discipline. To se je zgodilo na primer z biotehnologijo, nevrologijo, biokemijo in biomedicinskim inženiringom. Na kratko se tem disciplinam reče tudi »meddiscipline«.

## Sedanjost interdisciplinarnosti
Interdisciplinarni projekti, ki dobijo financiranje, so navadno projekti, ki imajo določeno stopnjo skladnosti med izbranimi disciplinami, ampak nista druga drugi popolnoma razumljivi. Sama interdisciplinarnost je lahko osrednja tema takega projekta, najbolj pogosta kritika takih projektov pa je pomanjkanje združevanja med izbranimi disciplinami in nerazreševanja sporov, ki obstajajo med vpletenimi disciplinami. V splošnem pa velja prepričanje, da je interdisciplinarno razmišljanje, kot sposobnost združevanja informacij iz več virov pomemben del izobraževanja. 
Ne glede na težave, s katerimi se interdisciplinarnost sooča, pa številne univerze po svetu redno vključujejo interdisciplinarne vede v svoje izobraževalne programe.

## Razmerje med interdisciplinarnostjo in holizmom
Interdisciplinarnost je značilna lastnost holističnih pristopov v znanosti. Vsi znanstveniki, ki pa se ukvarjajo z interdisciplinarnostjo pa se ne štejejo med holiste, ker ne podpirajo določenih plati holizma.